# Ludwig Severin (Amtmann)
Christian Ludwig Severin (* 20. Januar 1776 in Mengeringhausen; † 28. Juli 1832 in Pyrmont) war ein deutscher Jurist in Waldeck.

## Leben

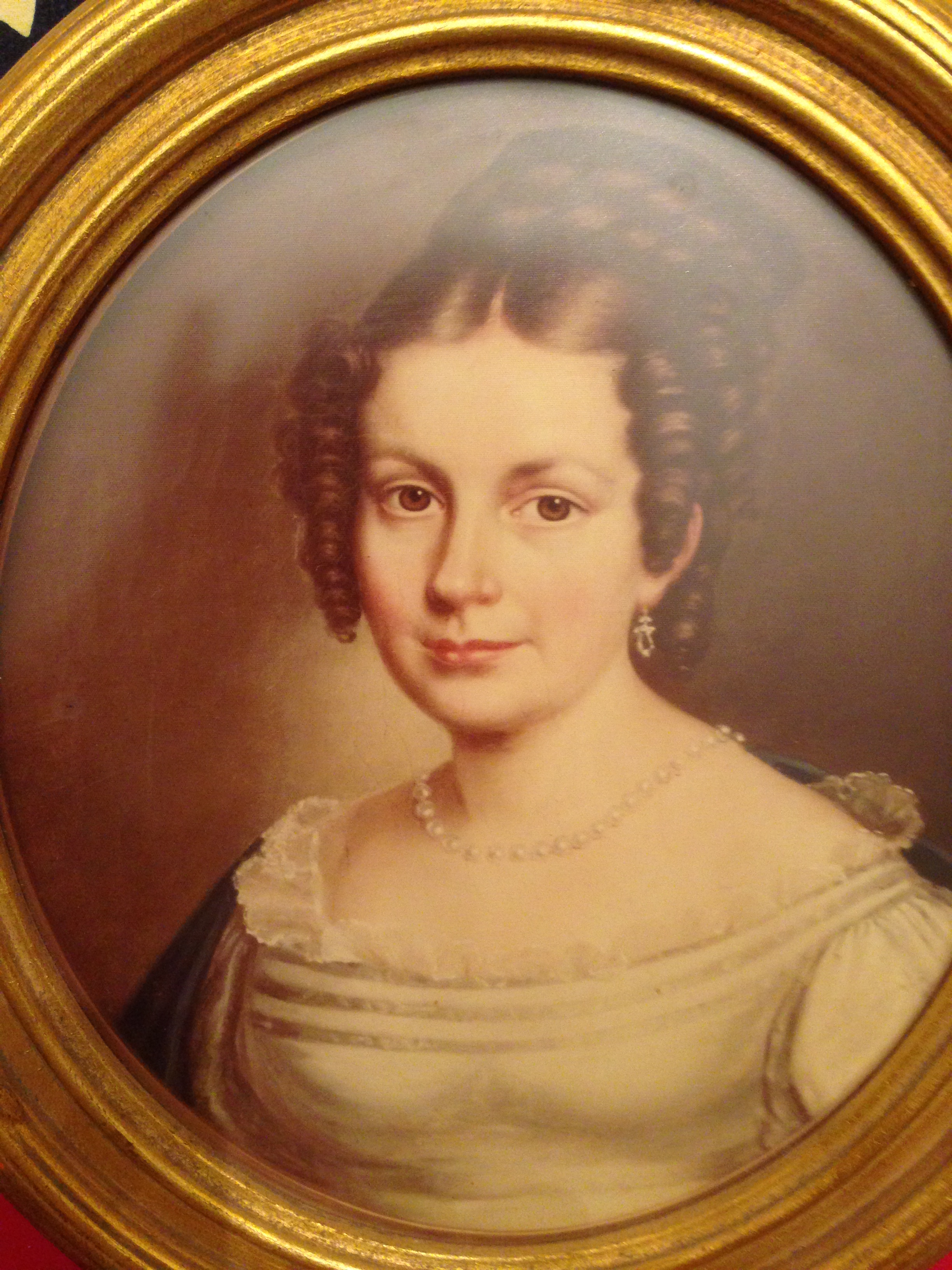
Seine Ehefrau, Marianne Hotzen

### Herkunft und Familie
Severin entstammte einer bürgerlichen Familie Severin, die in Bochum im 16. Jahrhundert ihren Anfang nimmt. Seine Eltern waren der waldeckischen Regierungsrat Theodor Severin (1733–1797) und dessen Ehefrau Christina Eleonore Henrietta Becker (1744–1802). Carl Theodor Severin (1763–1836) war sein Bruder und Emanuel Severin (1842–1907) sein Großneffe. 
1811 heiratete er Marianne, geborene Hotzen (1791–1828). Der gemeinsame Sohn Ludwig Severin (1811–1867) wurde ebenfalls Jurist und später Landtagspräsident in Waldeck. 

### Werdegang
Er studierte Rechtswissenschaften und war dann 1798 bis 1804 Advokat in Mengeringhausen. 1804 wurde er Justizamtmann im Amt Pyrmont, zuletzt mit dem Titel eines Justizrates. Mit dem Organisationsedikt wurden 1814 die Ämter aufgelöst und vier Oberämter gebildet. Severin wurde als Oberjustizbeamter an die Spitze des neuen Oberamtes der Diemel in Arolsen berufen. Im gleichen Jahr wurde er in gleicher Funktion in das Oberamtes des Eisenbergs in Korbach versetzt. 1814 bis zu seinem Tod 1832 stand er dann dem Oberamt Pyrmont vor. 1829 wurde er zum Regierungsrat ernannt.